# Chaherrero
Chaherrero es una localidad española perteneciente al municipio de Crespos en la provincia de Ávila, comunidad autónoma de Castilla y León.

## Situación
La localidad está situada a una altitud de unos 957 m sobre el nivel del mar, en la comarca de la Moraña.

## Historia
A mediados del siglo XIX, el lugar, por entonces con ayuntamiento propio, contaba con una población censada de 59 habitantes. La localidad aparece descrita en el séptimo volumen del Diccionario geográfico-estadístico-histórico de España y sus posesiones de Ultramar de Pascual Madoz de la siguiente manera:

CHAHERRERO: l. con ayunt. de la prov. y dióc. de Avila (5 leg.), part. jud. de Arévalo (5), aud. terr. de Madrid (20), c. g. de Castilla la Vieja (Valladolid 16): sit. en terreno llano le combaten en general los vientos NE. y O. y su clima es propenso á fiebres intermitentes: tiene 20 casas de mala distribucion, una destinada para las sesiones de ayunt., una plaza de figura irregular, escuela de instruccion primaria comun á ambos sexos, y una igl. parr. (Santiago Apóstol), servida por un párroco cuyo curato es de entrada, de presentacion de S. M. en los meses apostólicos y del ob. en los ordinarios: el cementerio se halla en parage que no ofende la salud pública. Confina el térm. N. con Crespos.; E. Collado de Contreras y Muñogrande, y O. Narros del Castillo; se estiende de N. á S. 1/4 y medio leg. igual dist. de E. á O. El terreno en lo general es llano, á escepcion de pequeñas irregulares, pedregoso y de miga: (fertilidad general 5 por 1): abraza 1,000 fan. de tierras cultivadas y 100 incultas; de las cultivadas 200 son de primera suerte destinadas á cebada y trigo; 500 de segunda á trigo y algarrobas, y 300 de tercera á centeno, se siembra cada año la mitad y la otra mitad descansa; hay ademas algunos pastos y algún viñedo: le fertiliza el arroyo Varzones, que marcha de N. á S. interrumpido su curso con mucha frecuencia. caminos los de pueblo á pueblo en mediano estado: la correspondencia se recibe de la adm. de Peñaranda sin dia señalado. prod.: lo ya referido y algunas legumbres; mantiene ganado lanar y vacuno: cria caza de liebres y perdices. ind.: la agrícola. comercio: esportacion de los frutos sobrantes para el mercado de Avila en cuyo punto se surten los vec. de todo lo necesario. pobl.: 16 vec., 59 alm. cap. prod.: 250,575 rs. imp.: 10,023, ind. y fabril 1,250. contr.: 834 rs. con 1 mrs.
(Madoz, 1847, p. 296)

## Demografía
| 106           | 103 | 101 | 97 | 88 | 81 |
| (Fuente: INE) |     |     |    |    |    |